# Zvezdelina Stankova
Zvezdelina Entcheva Stankova (em búlgaro:  Звезделина Енчева Станкова; Ruse, República Popular da Bulgária, 15 de setembro de 1969) é uma matemática búlgara, especialista em combinatória enumerativa.
Obteve um doutorado na Universidade Harvard, orientada por Joe Harris., com a tese Moduli of Trigonal Curves.
Recebeu o Prêmios Haimo de 2011.